# 슬로바키아 정부
슬로바키아 공화국 정부(슬로바키아어: Vláda Slovenskej republiky)는 슬로바키아의 정부이다. 정부 구성원은 대통령, 총리, 각 부처 장관, 차관로 구성된다.
슬로바키아 공화국은 행정부, 입법부, 사법부가 삼권분립을 이루고 있다.

## 입법부
슬로바키아의 입법부는 슬로바키아 공화국 국민의회이다.

## 행정부
슬로바키아 행정부의 수반은 총리이다. 